# 稲荷神社 (鎌倉市岩瀬)
稲荷神社（いなりじんじゃ）は、神奈川県鎌倉市岩瀬にある神社。通称五社稲荷神社（ごしゃいなりじんじゃ）。もしくは五所の宮（ごしょのみや）とも称する。

## 歴史
建久年間（1190年 - 1199年）に創建された。創建者の岩瀬与一太郎は源頼朝の下に馳せ参じて鎌倉幕府御家人となり、当地を所領として与えられた。鎌倉市の岩瀬という地名は与一太郎に由来する。なお与一太郎は常陸国那珂郡岩瀬（現・茨城県常陸大宮市岩瀬）の出身で「岩瀬」という苗字はそこに由来する。
現在の本殿は1782年（天明2年）に建てられたものである。天明の大飢饉という災厄を乗り越えるために、この時期に敢えて再建したのだという。

## 交通アクセス
- 本郷台駅より徒歩11分。